# ليديسميث
ليديسميث (Ladysmith) مدينة بجنوب أفريقيا تبعد 230 كيلومتراً (140 ميلاً) شمال غرب دربان و 365 كيلومتراً (227 ميلاً) جنوب جوهانسبيرغ. تشمل الصناعات الهامة في المنطقة تجهيز الأغذية، والمنسوجات وإنتاج الإطارات.

## أعلام
- ثولاني مالينغا
- براد تاندي
- إلمر سيمونز
- ثامسانكا غابوزا
- هوارد كينسمان